# Hubert Lafortune
Hubert Lafortune (Lovaina, Brabant Flamenc, 24 de novembre de 1889 - ?) va ser un gimnasta artístic belga que va competir a començaments del segle xx. Era germà dels també esportistes olímpics Marcel i Jacques Lafortune, i tiet de Frans Lafortune.
El 1920 va prendre part en els Jocs Olímpics d'Anvers, on guanyà la medalla de plata en el concurs complet per equips del programa de gimnàstica.